# Đuro, dukljanski kralj
Đuro (crnogorski: Ђорђе, Đorđe) iz crnogorske dinastije Vojislavljevića, sin dukljanskoga kralja Bodina, u dva je navrata bio dukljanski kralj, najprije od 1113. do 1118. a onda u razdoblju od 1125. do 1131. godine.

### Kao Bodinov nasljednik
Uz potporu svoje majke Jakvinte se Đorđe žestoko obračunavao s probizantskom i srpskih (raškom) strujom u Dukljanskom kraljevstvu, a sve u nakani da povrati slavu velike Bodinove države. 

### Bijeg u Rašku
Glavni mu je takmac u takvim nakanama bio Grubeša, koji je zbacio Đuru s prijestolja te vladao Dukljom od 1118. do 1125. godine.

### Povratak u Duklju
Đorđe se sklonio u Rašku, sklopio savezništvo sa Srbima, napao Grubešu, te ga u jednom takvom boju kod Bara i ubio.

### Uhićenje i smrt
No, Bizant iskoristio je unutarnje borbe, pa je, uz pomoć Srba (koji su sada kao njihovi vazali nastupili protiv kralja Đure)  poduzet vojni napad na Duklju u kojem je zauzeta prijestolnica Skadar, uhićen Đuru i odveden u Carigrad gdje je i umro.
O tom po kralja Đorđa kobnom sukobu  Ljetopis popa Dukljanina donosi relativno opsežan prikaz u glave XLV (citat koji slijedi na crnogorskom):

### Novi dukljanski kralj
Nakon svgravanja Đorđa je Gradihna (Gradinja), brat 1125. ubijenog Grubeše, postavljen kao bizantski vazal, bio je novi dukljanski kralj.

## Povelje kralja Đorđa
Sačuvane su u dobrovačkim arhivama dvije povelje iz doba kralja Đorđa:
- Povelja sudije Grda (iz 1114. godine), kojom se ponovo dosuđuje crkva Sv. Martina u Šumetu benediktinskom samostanu na Lokrumu.[4]

- Povelja dukljanskog kralja Đorđa (iz 1115. godine), kojom potvrđuje crkvu Sv. Martina u Šumetu benediktinskom samostanu na Lokrumu.[5]

## Pečat kralja Đorđa
Đorđev pečat, znanstvenoj javnosti prezentiran 1938. godine, potječe iz razdoblja dok on još nije bio vladar.
Na aversu pečata je latinski natpis:
Geor(gius) regis Bodini fili
u prijevodu
Knez Đorđe, Bodinov sin.
Na reversu je prikazan Sv. Đorđe s grčkim natpisom:
'ό ἅγιος Γεώργι(ο)ς'.